# بخش انداهوایلالیلاس
بخش انداهوایلالیلاس (به اسپانیایی: Andahuaylillas District) یک سکونتگاه مسکونی در پرو است که در منطقه کوزکو واقع شده‌است.

## خصوصیات
بخش انداهوایلالیلاس ۸۴٫۶ کیلومترمربع مساحت و ۵٬۳۹۹ نفر جمعیت دارد و ۳٬۱۲۲ متر بالاتر از سطح دریا واقع شده‌است.